# Kageki Shoujo!!
Kageki Shoujo!! (かげきしょうじょ！！ Kageki Shōjo!!?) es una serie de manga japonesa de Kumiko Saiki. Fue publicada como Kageki Shoujo! (かげきしょうじょ！ Kageki Shoujo!?) en la revista de manga seinen de Shueisha Jump Kai de 2012 a 2014 y se recopiló en dos volúmenes de tankōbon. Más tarde fue relanzado como  Kageki Shojo!! Shizun Zero (かげきしょうじょ！！　シーズンゼロ?) en un solo volumen tankōbon de Hakusensha en marzo de 2019. Una secuela del manga de Saiki se ha publicado en serie en la revista de manga shōjo de Hakusensha, Melody, desde 2015. Se ha recopilado en diez volúmenes de tankōbon. El relanzamiento y la secuela tienen licencia en Norteamérica por Seven Seas Entertainment. Una adaptación de la serie de televisión de anime producida por Pine Jam se estrenó el 4 de julio de 2021.

## Trama
Las protagonista entran a una escuela de teatro donde desempeñan los roles de ambos géneros  (posiblemente inspirada en la compañía Takarazuka), una de las protagonistas Sarasa, una joven alta de carácter extrovertido  que sueña con interpretar a Oscar de la obra La rosa de Versalles, mientras que la otra protagonista Ai, es la hija de una actriz famosa y una ex idol que fue expulsada de su grupo, entró en la Escuela Kouka para escapar de su pasado, ambas protagonistas son compañeras de dormitorio.

## Personajes
Sarasa Watanabe (渡辺さらさ Watanabe Sarasa?)
 Seiyū: Sayaka Senbongi, Azucena Miranda (español latino)
Ella es una aspirante alta de 15 años en la Escuela Kouka. Ella se destaca del resto de los estudiantes de Kouka, y no solo porque es la estudiante más alta de la escuela.
Ai Narata (奈良田愛 Narata Ai?)
 Seiyū: Yumiri Hanamori, Ximena de Anda (español latino)
Una ex idol expulsada de su grupo debido a sus problemas de confianza con los hombres, se postuló en la Escuela Kouka para escapar de su pasado. Ella encuentra que Sarasa, su compañera de dormitorio, es molesta al principio. Pero con el tiempo, las dos se vuelven amigas.
Sawa Sugimoto (杉本紗和 Sugimoto Sawa?)
 Seiyū: Sumire Uesaka, Wendy Malvárez (español latino)
Kaoru Hoshino (星野薫 Hoshino Kaoru?)
 Seiyū: Yō Taichi, Alejandra Delint (español latino)
Ayako Yamada (山田彩子 Yamada Ayako?)
 Seiyū: Rico Sasaki, Valentina Souza (español latino)
Chika Sawada (沢田千夏 Sawada Chika?)
 Seiyū: Risae Matsuda, Nycolle González (español latino)
Chiaki Sawada (沢田千秋 Sawada Chiaki?)
 Seiyū: Satsumi Matsuda, Lilian Vela (español latino)
Sei Satomi (里美星 Satomi Sei?)
 Seiyū: Hiroki Nanami, Angélica Villa (español latino)
Hijiri Nojima (野島聖 Nojima Hijiri?)
 Seiyū: Kana Hanazawa
Una de los estudiantes de segundo año y es la asesora estudiantil de Ai. A menudo suele intimidar a Sarasa por celos, ya que todos de la academia han puesto sus esperanzas en ella.
Risa Nakayama (中山リサ Nakayama Risa?)
 Seiyū: Mikako Komatsu
Akemi Takei (竹井朋美 Takei Akemi?)
 Seiyū: Yuka Terasaki
Mamoru Ando (安道守 Ando Mamoru?)
 Seiyū: Junichi Suwabe
Taichi Narata (奈良田太一 Narata Taichi?)
 Seiyū: Kenji Nojima
Tamotsu Onodera (小野寺保 Onodera Tamotsu?)
 Seiyū: Nobuo Tobita
Naomi Tachibana (橘直美 Tachibana Naomi?)
 Seiyū: Shizuka Itō
Akiya Shirakawa (白川暁也 Shirakawa Akiya?)
 Seiyū: Kengo Takanashi
Kōsaburō Shirakawa (白川煌三 Shirakawa Kōsaburō?)
 Seiyū: Takehito Koyasu
Captain Anai (穴井一尉 Anai Ichii?)
 Seiyū: Norio Wakamoto

## Medios

### Manga
Kageki Shoujo! fue escrito e ilustrado por Kumiko Saiki. se publicó en serie en la revista Jump Kai de la editorial Shūeisha de 2012 a 2014 y se recopiló en dos volúmenes de tankōbon. Más tarde fue relanzado en marzo de 2019 porla editorial Hakusensha como un volumen ómnibus con el título Kageki Shoujo!! Season Zero. El relanzamiento fue licenciado en Norteamérica por Seven Seas Entertainment, quien lo lanzó bajo el título de Kageki Shoujo! The Curtain Rises.
Una serie secuela, titulada Kageki Shoujo!!, comenzó a publicarse en la revista Melody de Hakusensha en 2015. La serie se ha recopilado hasta el momento en trece volúmenes tankōbon. La serie secuela también ha sido licenciada por Seven Seas Entertainment en Norteamérica.

### Anime
Una adaptación de la serie de televisión de anime, también titulada Kageki Shoujo!!, se anunció en la edición de diciembre de la revista Melody el 28 de octubre de 2020. La serie está animada por Pine Jam y dirigida por Kazuhiro Yoneda, con Tadashi Morishita realizó el guion de la serie, Takahiro Kishida diseñó los personajes, Eriko Iida, Akira Takata y Tomoko Fukunaga están a cargo de la dirección de animación, y Tsuneyoshi Saito compuso la música de la serie. Se estrenó el 4 de julio de 2021 en AT-X y otros canales. El tema de apertura "Hoshi no Orchestra" (Starry Orchestra) es interpretado por la banda de tres miembros saji, mientras que el tema de cierre "Hoshi no Tabibito" (Stellar Traveler) es interpretado por Sayaka Senbongi y Yumiri Hanamori.  La serie fue licenciada por Funimation.
El 28 de marzo de 2022, Crunchyroll anunció que la serie había recibido un doblaje en español latino, la cual se estrenó el 26 de mayo.

## Premios y nominaciones
El manga resultó nominado para el Premio de Manga Kōdansha en la categoría shōjo en el año 2020.